# ヴィドラッコ
ヴィドラッコ（伊: Vidracco）は、イタリア共和国ピエモンテ州トリノ県にある、人口約500人の基礎自治体（コムーネ）。

## 地理

### 位置・広がり

#### 隣接コムーネ
隣接するコムーネは以下の通り。
- バルディッセーロ・カナヴェーゼ
- カステッラモンテ
- イッシーリオ
- ヴィストローリオ